# دووخوبچوو
دووخوبچوو (به لهستانی:  Dołhobyczów) یک روستا در لهستان است که در گمینا دووخوبچوو واقع شده‌است. دووخوبچوو ۱٬۷۲۰ نفر جمعیت دارد.